# Шеб Мами
Шеб Мами (араб. شاب مامي‎, настоящее имя Мухамад Хелифати; р. 11 июля 1966, Саида) — алжирский певец, исполнитель музыки в стиле раи. Исполняет песни на алжирском и египетском диалектах арабского языка.

## Биография
Родился в семье сварщика. С 12 лет пел на свадьбах и местных праздниках. В 1982 году участвовал в конкурсе на радио, где занял второе место (лишь по той причине, что исполнял музыку раи, к которой у алжирского правительства того времени было отрицательное отношение). В 1985 году переехал в Париж. Считается, что его выступление в том же году на первом фестивале раи вынудило алжирские власти признать этот музыкальный стиль. Затем он на время вернулся в Алжир и два года служил в армии, после чего в 1989 году вновь приехал в Париж.
В Париже он начал активно выступать и записывать песни, также ездил с гастролями по США и различным странам Европы. Широкую международную известность получил в 1999 году, когда дуэтом со Стингом исполнил песню «Desert Rose».

### Суд и тюрьма
Во время своего пребывания в Алжире в 2005 году Мами с помощью своего менеджера удерживал свою бывшую девушку в доме, принадлежащем одному из его друзей, с целью заставить прервать беременность. Вскоре женщина родила. По возвращении во Францию она обвинила Мами и его менеджера Мишеля Леви в попытке принудительного аборта (позже Леви был приговорен к четырём годам за организацию преступления).
В мае 2007 года французский суд выдал ордер на арест Шеба, но Мами внёс залог и уехал из страны. Два года спустя он был задержан офицерами в аэропорту Парижа, когда прибыл в страну из Алжира 29 июня. 3 июля 2009 года суд Парижа приговорил его к пяти годам лишения свободы; в марте 2011 года Хеб Мами по решению суда (после апелляции адвокатов) вышел на условно-досрочное освобождение.

## Дискография

### Студийные альбомы
- 1986 — Ouach Etsalini
- 1986 — Le Prince Du Raï
- 1986 — Cheb Mami
- 1988 — Fatma-Fatma
- 1989 — Prince of Raï
- 1991 — Let Me Raï
- 1994 — Saida
- 1996 — Douni El Bladi
- 1999 — Meli Meli
- 2001 — Dellali
- 2002 — Lazrag Saani
- 2003 — Du Sud au Nord
- 2004 — Live au Grand Rex
- 2006 — Layali